# Jan Długosz
Jan Długosz, i latiniserad form Longinus Johannes, född 1 december 1415, död 19 maj 1480, var en polsk historiker.
Jan Długosz blev 1436 kanonikus i Krakow, var sekreterare hos Zbigniew Oleśnicki 1433-55 och användes flera gånger av Kasimir IV i diplomatiska uppdrag och var en tid lärare för hans söner. Strax innan sin död blev han 1478 utnämnd till ärkebiskop i Lwów men erhöll aldrig påvlig bekräftelse på sin utnämning. 
Hans magnum opus Historia polonica arbetade han på från och med 1455 fram till sin död. Denna behandlar Polens historia från äldsta tid och betraktas som det yppersta litterära polska verket från medeltiden. De två sista delarna har ett stort värde på grund av att de behandlar författarens samtid. 
Hans samlade skrifter utgavs 1863-1887 av Aleksander Narcyz Przezdziecki i 14 band.